# Stephanie Forrester
Stephanie Forrester (z domu Douglas) – fikcyjna postać z opery mydlanej Moda na sukces. W rolę Stephanie wcielała się Susan Flannery, w latach 1987−2012. Postać pojawiła się w 2717 odcinkach.

## Charakterystyka
Wspólnie z Erikiem Forresterm założyła dom mody Forrester Creations.
Zmarła w 2012 na raka płuc.

### Rodzina
Czterokrotnie zamężna z Erikiem, z którym miała czwórkę dzieci: Thorne'a, Kristen, Felicię i Angelę (Angela zmarła w młodym wieku i nie pojawiła się na ekranie). Miała również romans z Massimem Marone, dzieckiem z tego związku jest Ridge Forrester.
Małżeństwa z Erikiem
| Lata      | Zakończenie małżeństwa         |
| --------- | ------------------------------ |
| 1957-1990 | 1990 (Rozwód)                  |
| 1997      | Przerwany ślub (przez pastora) |
| 1999–2005 | 2005 (Rozwód)                  |
| 2006–2008 | 2008 (Rozwód)                  |
| 2012      | 2012 (Śmierć Stephanie)        |